# División 1 de EAU
La Liga de Primera División de Emiratos Árabes Unidos (en árabe: دوري الدرجة الأولى الإماراتي dawri aldarajat al'uwlaa al'iimaratiu; en inglés: UAE First Division League), antiguamente llamada desde 2009 hasta 2012 como la División 1 Grupo A (en inglés: UAE Division 1 Group A), y llamada comúnmente como Primera División o simplemente como División 1, es el segundo nivel del sistema de ligas en los Emiratos Árabes Unidos.
Hasta la temporada 2011-12, ocho equipos participaron en la competencia y el último clasificado fue relegado a la División 1 Grupo B, pero a partir de la siguiente temporada el campeonato se expandió gradualmente después de la supresión de la tercera división hasta que alcanzó el número de número de doce equipos participantes.
A partir de la temporada 2020-21, la liga cuenta con quince equipos que juegan entre sí en un sistema de todos contra todos, con un total de veintiocho partidos para cada equipo. Los dos mejores equipos obtienen el ascenso a la Liga Profesional de Emiratos Árabes Unidos. El 29 de mayo de 2019, la Asociación de Fútbol de los Emiratos Árabes Unidos anunció que se establecerá una liga de segunda división con clubes más pequeños, clubes de propiedad privada, academias de fútbol con equipos semiprofesionales que compiten por el ascenso a la primera división.
El 6 de julio de 2022, la Asociación anunció que el número de participantes aumentará a diecisiete equipos para la temporada 2022-23. Un aumento de dos equipos, ascendidos de la Segunda División, y ningún descenso para los clubes de la primera división a partir de la temporada 2021-22, en una temporada de expansión.

## Equipos participantes
| Club              | Ciudad            | Estadio                        | Capacidad |
| ----------------- | ----------------- | ------------------------------ | --------- |
| Al Arabi          | Umm al-Qaywayn    | Umm al Quwain Stadium          | 3,000     |
| Al Bataeh         | Al Bataeh         | Al Bataeh Stadium              | ???       |
| Al Hamriyah       | Al Hamriyah       | Al Hamriya Sports Club Stadium | 5,000     |
| Al Taawon         | Al Jeer           | Taawon Stadium                 | 200       |
| Al Urooba         | Mirbah            | Al Sharqi Stadium              | 3,000     |
| Dibba Al Fujairah | Dibba Al-Fujairah | desconocido                    | ???       |
| Dibba Al Hisn     | Dibba Al-Hisn     | Dibba Stadium                  | 700       |
| Emirates          | RAK City          | Emirates Club Stadium          | 5,200     |
| FC Dhaid          | Dhaid             | Al-Dhaid Stadium               | 500       |
| Masafi            | Masafi            | Masafi Stadium                 | 2,000     |
| Masfout           | Masfout           | Masfout Club Stadium           | 3,000     |

## Lista de campeones[5][6]
| - 1974–75: Al-Shabab - 1975–76: Al Rams - 1976–77: Al-Wahda - 1977–78: Oman Club - 1978–79: Khor Fakkan Club - 1979–80: Ittihad Kalba - 1980–81: Al Rams - 1981–82: Al Khaleej - 1982–83: Al-Jazira - 1983–84: Al Qadsia Club - 1984–85: Al-Wahda - 1985–86: Fujairah - 1986–87: Ras Al Khaima - 1987–88: Al-Jazira - 1988–89: Ittihad Kalba | - 1989–90: Fujairah - 1990–91: No completado debido a la Guerra del Golfo - 1991–92: Al Urooba - 1992–93: Al-Shaab - 1993–94: Al Khaleej - 1994–95: Baniyas - 1995–96: Ittihad Kalba - 1996–97: Emirates - 1997–98: Al-Shaab - 1998–99: Ittihad Kalba - 1999–00: Sharjah - 2000–01: Al Khaleej - 2001–02: Al-Dhafra - 2002–03: Emirates - 2003–04: Dubai | - 2004–05: Baniyas - 2005–06: Fujairah - 2006–07: Al-Dhafra - 2007–08: Al Khaleej - 2008–09: Baniyas - 2009–10: Ittihad Kalba - 2010–11: Ajman - 2011–12: Ittihad Kalba - 2012–13: Emirates - 2013–14: Ittihad Kalba - 2014–15: Dibba Al-Fujairah - 2015–16: Hatta - 2016–17: Ajman - 2017–18: Baniyas - 2018–19: Khor Fakkan |

- Al Khaleej  fue renombrado en junio de 2017 para que coincida con el nombre de la ciudad Khorfakkan.[7]

## Palmarés
| Club              | Campeón | Años campeón                                                  |
| ----------------- | ------- | ------------------------------------------------------------- |
| Kalba             | 7       | 1979–80, 1988–89, 1995–96, 1998–99, 2009–10, 2011–12, 2013–14 |
| Khor Fakkan       | 6       | 1978–79, 1981–82, 1993–94, 2000–01, 2007–08, 2018–19          |
| Emirates          | 5       | 1977–78, 1983–84,1996–97, 2002–03, 2012–13                    |
| Baniyas           | 4       | 1994–95, 2004–05, 2008–09, 2017–18                            |
| Fujairah          | 3       | 1985–86, 1989–90, 2005–06                                     |
| Sharjah           | 3       | 1999–00, 1992–93, 1997–98                                     |
| Al Rams           | 2       | 1975–76, 1980–81                                              |
| Al Wahda          | 2       | 1976–77, 1984–85                                              |
| Al Jazira         | 2       | 1982–83, 1987–88                                              |
| Shabab Al Ahli    | 2       | 1974–75, 2003–04                                              |
| Al Dhafra         | 2       | 2001–02, 2006–07                                              |
| Ajman             | 2       | 2010–11, 2016–17                                              |
| Ras Al Khaimah    | 1       | 1986–87                                                       |
| Al Urooba         | 1       | 1991–92                                                       |
| Dibba Al Fujairah | 1       | 2014–15                                                       |
| Hatta             | 1       | 2015–16                                                       |